# Vagn Jakobsen
Vagn Jakobsen, född 1926 i Nexø på Bornholm, död 1996 i Lomma i Skåne är målare och tecknare på Sydsvenska Dagbladet i Malmö. Han har varit medarbetare på SDS under mer än 30 år. Han startade sin karriär på Skånska Dagbladet efter att ha lämnat Danmark för Malmö. Han gifte sig med konstnären Margit Persson och fick fast anställning på Sydsvenskan i slutet på 1950-talet. Under åtskilliga reportageresor Europa och Sverige runt porträtterade han kända och okända profiler för dagstidningen. Jakobsen medverkade även som illustratör i åtskilliga böcker.
Jakobsen gjorde sig även känd för sina finstämda akvareller, ofta med landskapsmotiv från Skåne eller fiskehamnar på hans älskade hemö Bornholm. Hans har deltagit i ett flertal utställningar i Malmö- och Lundregionen.